# Ancien hôtel de ville de Brașov
L'ancien hôtel de ville ou Casa Sfatului (Maison du Conseil en roumain) est un bâtiment de la ville de Brașov (anciennement Kronstadt) en Roumanie, dans la région de Transylvanie. Le bâtiment, situé sur la place du Conseil (Piața Sfatului), construit à partir de 1420, a été le siège du magistrat de la ville pendant plus de 500 ans, avant d'accueillir le musée d'histoire en 1949 ; il est classé monument historique.

## Histoire
À l'origine, c'est une tour de guet (dont les bases recoupent celles de la tour actuelle) qui se trouve sur le site. La construction du bâtiment commence en décembre 1420, avec une salle pour rendre la justice et pour les réunions du magistrat. La première mention sous le nom de Maison du Conseil date de 1503
Le bâtiment est construit et modifié au fur et à mesure du développement de la ville ; plusieurs catastrophes ont également marqué son histoire. En 1515, la tour est surélevée jusqu'à 58 mètres, et dotée d'une avancée arrière avec cinq sphères dorées ; le bâtiment est agrandi et les archives de la ville y sont installées. En 1528, le maître horloger Georgius de Schäßburg installe une horloge de tour au dernier étage. En 1646, une nouvelle salle, le Hundertmannstube, y est construite, dans lequel les 100 membres du conseil extérieur pouvaient se réunir. Comme l'église noire, l'hôtel de ville est gravement endommagé par le grand incendie de 1689, provoqué par l'armée des Habsbourg assiégeant la ville ; en raison des difficultés financières, il n'a pu être réparé que légèrement et il n'est reconstruit dans sa forme actuelle qu'entre 1770 et 1778, avec un clocher à bulbe. Après l'emménagement en 1876 des bureaux de l'administration municipale dans un nouveau bâtiment de la Purzengasse, l'hôtel de ville conserve la salle de réunion du conseil municipal, les magasins, les archives et un dépôt de feux d'artifice. 
La dernière modification du bâtiment a lieu en 1909-1910 : le clocher baroque à bulbe est remplacé par la tour pyramidale actuelle.
En 1949, le Musée historique du comté de Brașov (hu) est installé dans l'ancien hôtel de ville.

## Galerie

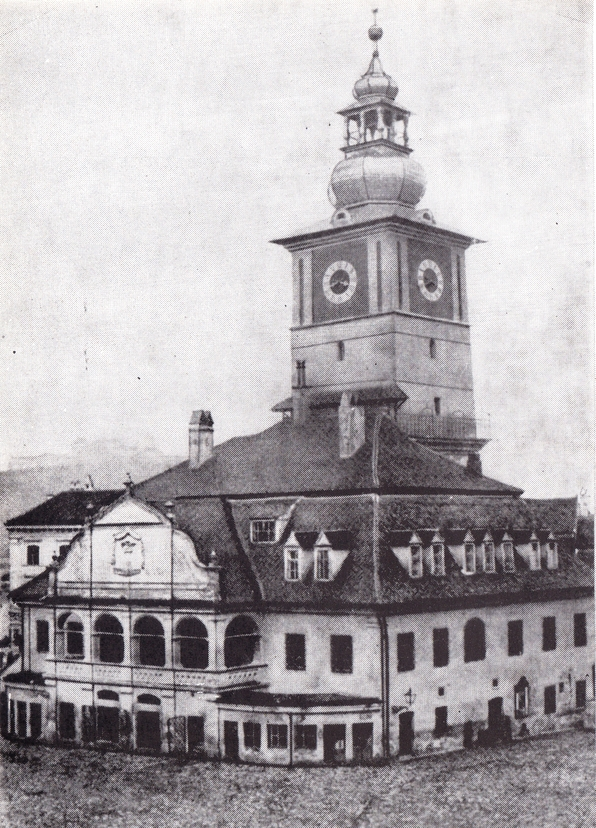
L'hôtel de ville vers 1880
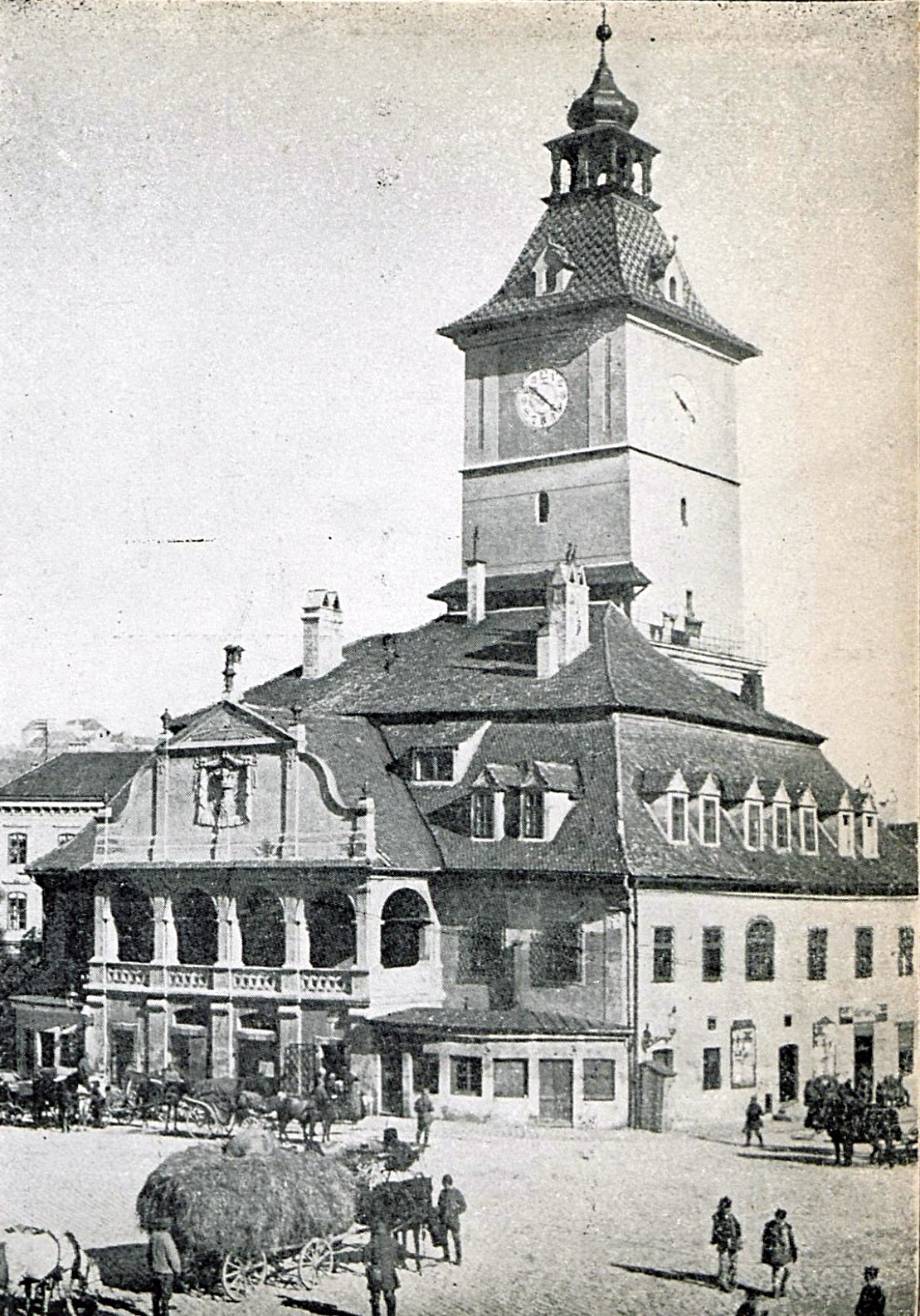
L'hôtel de ville vers 1916-1918, après la modification de la tour
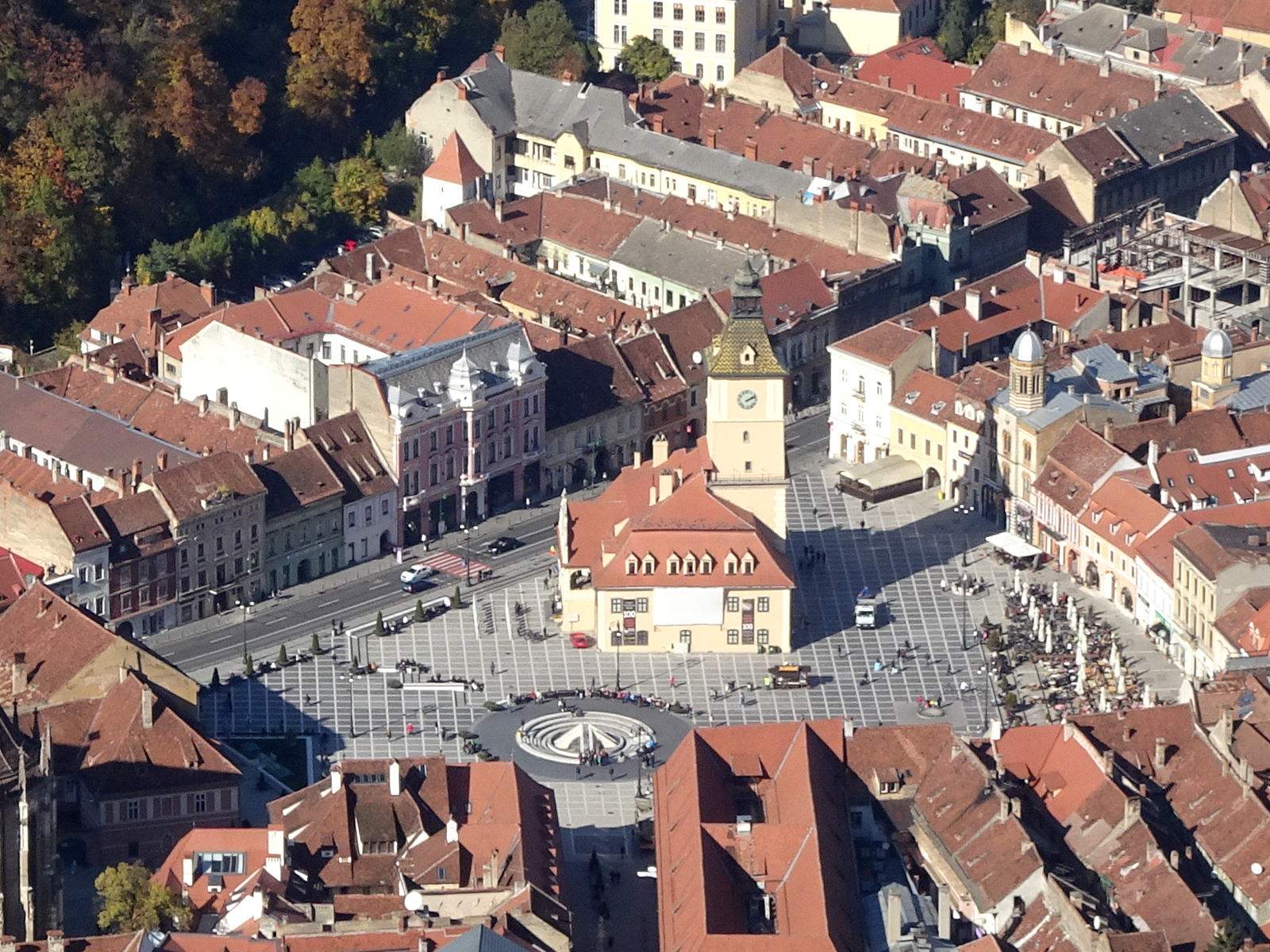
La Maison du Conseil sur la place du Conseil
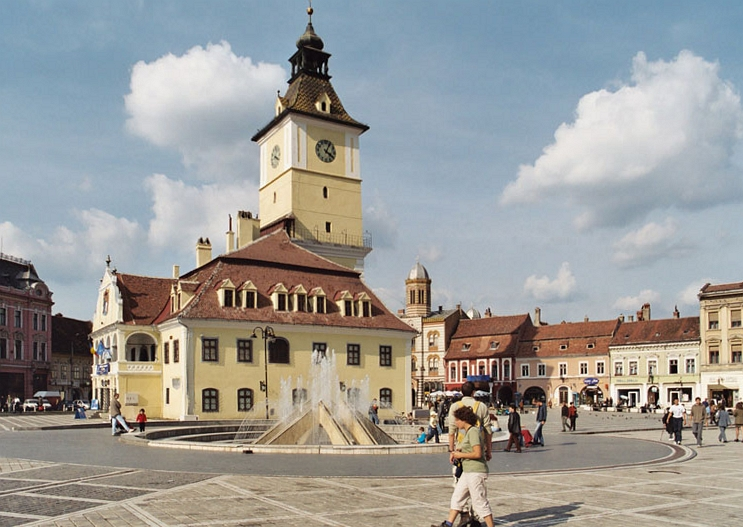
Place du Conseil
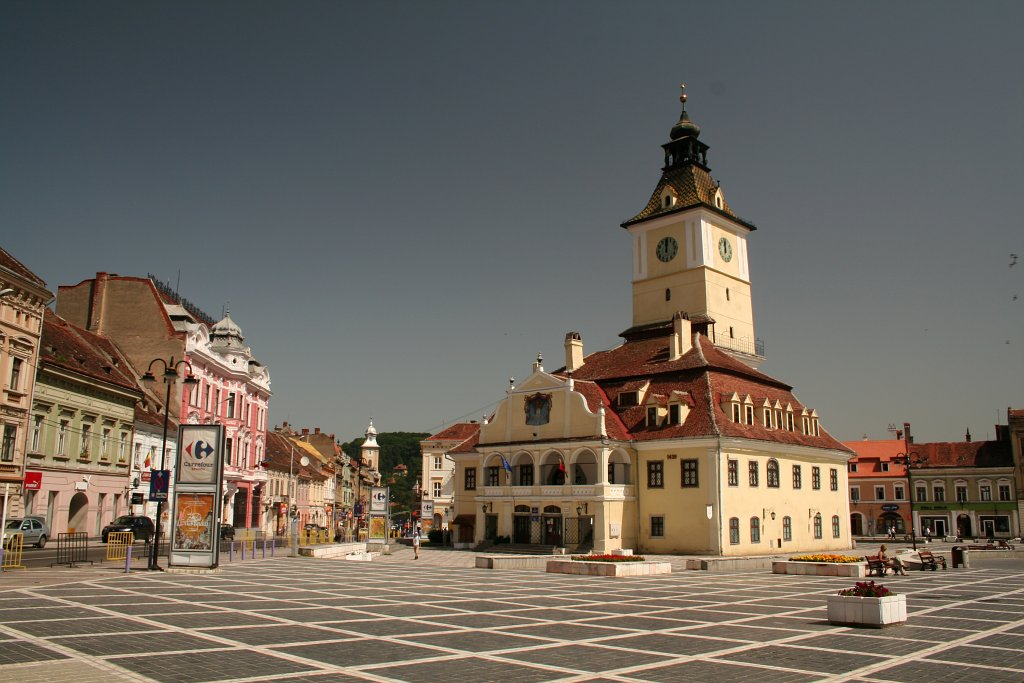
Place du Conseil
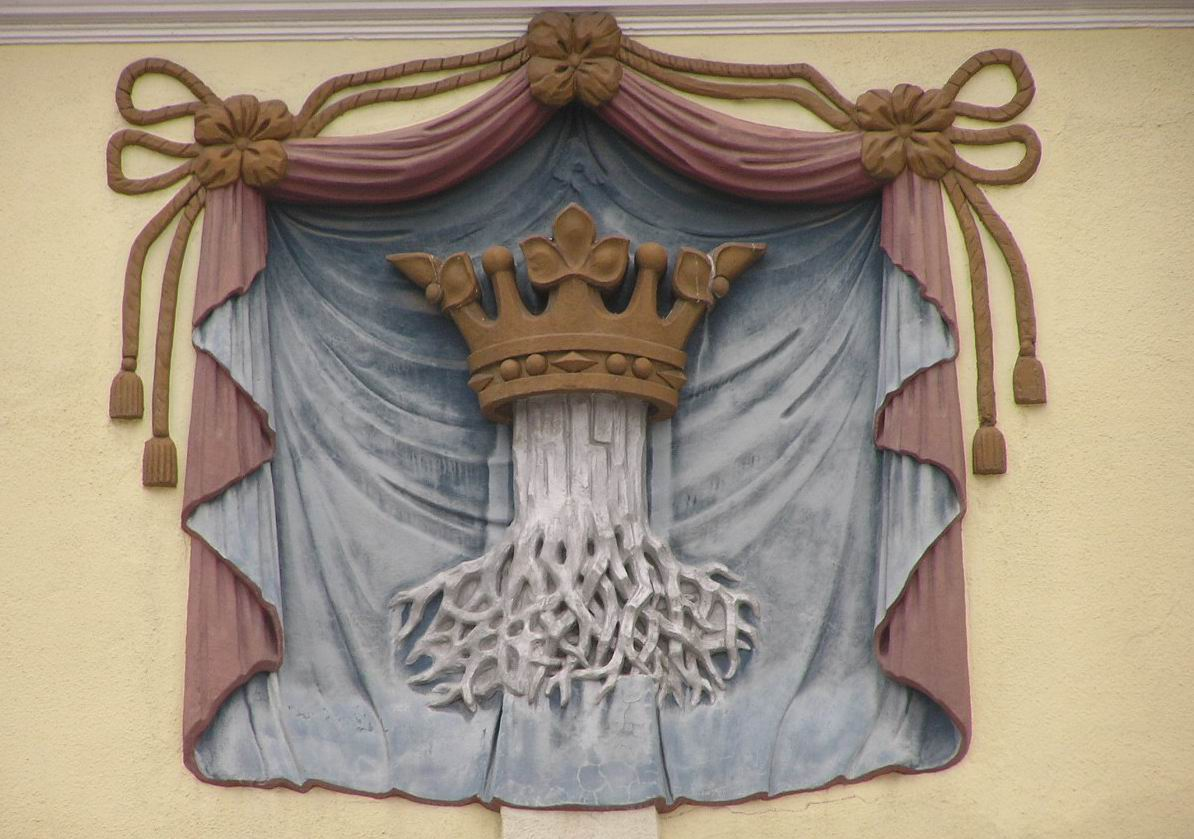
Armoiries de l'ancien hôtel de ville
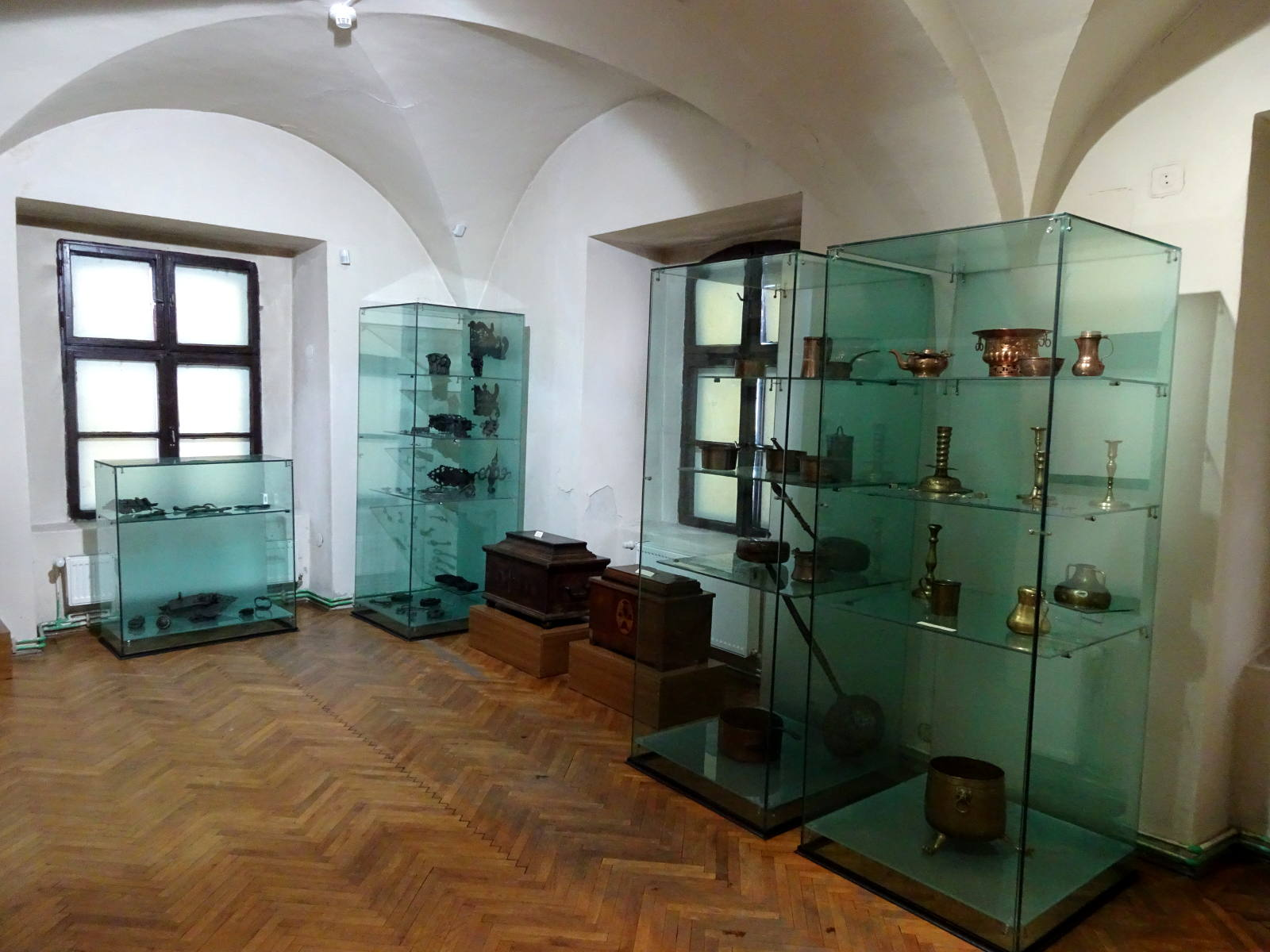
Une salle du musée d'histoire